# Lijst van Franse bergpassen
Dit artikel geeft een lijst van Franse bergpassen gesorteerd op hoogte.
| Naam                    | Hoogte | Van – naar                                  | Departement – land                        | Wegdek    | Winterafsluiting | Max. stijging | Tunnel |
| ----------------------- | ------ | ------------------------------------------- | ----------------------------------------- | --------- | ---------------- | ------------- | ------ |
| Col de l'Iséran         | 2770 m | Bourg-Saint-Maurice – Val-d'Isère           | Savoie                                    | asfalt    | Ja               | 11%           | Nee    |
| Col d'Agnèl             | 2748 m | Pontechianale – Molines-en-Queyras          | Italië – Hautes-Alpes                     | asfalt    | Ja               | 14%           | Nee    |
| Col de la Bonette       | 2715 m | Saint-Étienne-de-Tinée – Jausiers           | Alpes-Maritimes – Alpes-de-Haute-Provence | asfalt    | Ja               | 10%           | Nee    |
| Col du Galibier         | 2646 m | Valloire – Col du Lautaret                  | Savoie                                    | asfalt    | Ja               | 10%           | Nee    |
| Col du Parpaillon       | 2637 m | La Condamine-Châtelard – Crévoux            | Hautes-Alpes – Alpes-de-Haute-Provence.   | steenslag | Ja               | 10%           | Ja     |
| Col de la Moutière      | 2454 m | Saint-Dalmas-le-Selvage* – Jausiers         | Alpes-Maritimes – Alpes-de-Haute-Provence | asfalt*   | Ja               | 13%           | Nee    |
| Col du Granon           | 2413 m | Chantemerle - Col du Ganon                  | Hautes-Alpes                              | asfalt    | Ja               | 14%           | Nee    |
| Col de la Lombarde      | 2351 m | Isola – Vinadio                             | Alpes-Maritimes – Italië                  | asfalt    | Ja               | 9,1%          | Nee    |
| Col de la Cayolle       | 2337 m | Barcelonnette – Entraunes                   | Alpes-Maritimes – Alpes-de-Haute-Provence | asfalt    | Ja               | 9,5%          | Nee    |
| Col d'Allos             | 2247 m | Barcelonnette – Allos                       | Alpes-de-Haute-Provence                   | asfalt    | Ja               | 9%            | Nee    |
| Kleine Sint-Bernhardpas | 2188 m | Séez – La Thuile                            | Savoie – Italië                           | asfalt    | Ja               | 9%            | Nee    |
| Col du Tourmalet        | 2114 m | Luz-Saint-Sauveur – Campan                  | Hautes-Pyrénées                           | asfalt    | Nee              | 10%           | Ja     |
| Col de Vars             | 2108 m | Saint-Paul-sur-Ubaye – Vars                 | Alpes-de-Haute-Provence – Hautes-Alpes    | asfalt    | Nee              | 5,7%          | Ja     |
| Col du Mont-Cenis       | 2084 m | Lanslebourg – Susa                          | Savoie – Italië                           | asfalt    | Ja               | 9,5%          | Ja     |
| Col de la Croix-de-Fer  | 2068 m | Saint-Jean-de-Maurienne – le Bourg-d'Oisans | Savoie – Isère                            | asfalt    | Ja               | 7%            | Nee    |
| Col des Champs          | 2048 m | Colmars – Saint-Martin-d'Entraunes          | Alpes-Maritimes – Alpes-de-Haute-Provence | asfalt    | Ja               | 9%            | Nee    |
| Port de Pailhères       | 2001 m | Ax-les-Thermes – Usson                      | Ariège                                    | asfalt    | Nee              | 10,5%         | Ja     |
| Col de Larche           | 1996 m | Argentera – Meyronnes                       | Alpes-Maritimes – Italië                  | asfalt    | Nee              | 7%            | Nee    |
| Cormet de Roselend      | 1968 m | Beaufort – Bourg-Saint-Maurice              | Savoie                                    | asfalt    | Ja               | 8%            | Nee    |
| Col de Tende            | 1871 m | Limone Piemonte* – Tende                    | Alpes-Maritimes – Italië                  | asfalt*   | Ja               | 9%            | Ja     |
| Col de Mongenèvre       | 1845 m | Briançon – Cesana Torinese                  | Hautes-Alpes – Italië                     | asfalt    | Nee              | 10%           | Nee    |
| Col de Turini           | 1607 m | Sospel – Lantosque                          | Alpes-Maritimes                           | asfalt    | Nee              | 9 %           | ?      |
| Col du Télégraphe       | 1566 m | Saint-Michel-de-Maurienne – Valloire        | Savoie                                    | asfalt    | Nee              | 8%            | Nee    |
| Col du Soulor           | 1474 m | Arthez-d'Asson – Argelès-Gazost             | Hautes-Pyrénées                           | asfalt    | Nee              | 9%            | Nee    |
| Col des Montets         | 1461 m | Chamonix-Mont-Blanc – Col de la Forclaz     | Haute-Savoie                              | asfalt    | Nee              | 5,7%          | Nee    |
| Col de la Schlucht      | 1139 m | Gérardmer – Munster                         | Haut-Rhin                                 | asfalt    | Nee              | 6.7%          | Nee    |
| Col de Portet-d'Aspet   | 1069 m | Aspet – Aucazein                            | Haute-Garonne – Ariège                    | asfalt    | Nee              | 10%           | Nee    |
| Col de Marie-Blanque    | 1035 m | Escot – Bielle                              | Pyrénées-Atlantiques                      | asfalt    | Nee              | 11,5%         | Nee    |